# Plasschaert (natuurgebied)
De Plasschaert is een loofbos in de Oud-beoosten Blij-bezuidenpolder, ten noorden van Koewacht.
Het bos is 32 ha groot en is een recent aangeplant loofbos. Aan de zuidrand ervan liggen oude moerasgebieden met hakhoutstoven. Hier groeit de dotterbloem. Bosvogels zijn grote bonte specht en zwartkop. Het gebied is toegankelijk voor het publiek en het is eigendom van Staatsbosbeheer.